# Міногові
Міногові, або міноги (Petromyzontidae), — родина безщелепних, єдина родина ряду Petromyzontiformes. Живуть у річках, деякі види — прохідні. Багато видів є зовнішніми паразитами риб. Існує приблизно 30 видів, які поширені в помірних водах Північної і Південної півкуль та в басейні Північного Льодовитого океану.

## Будова

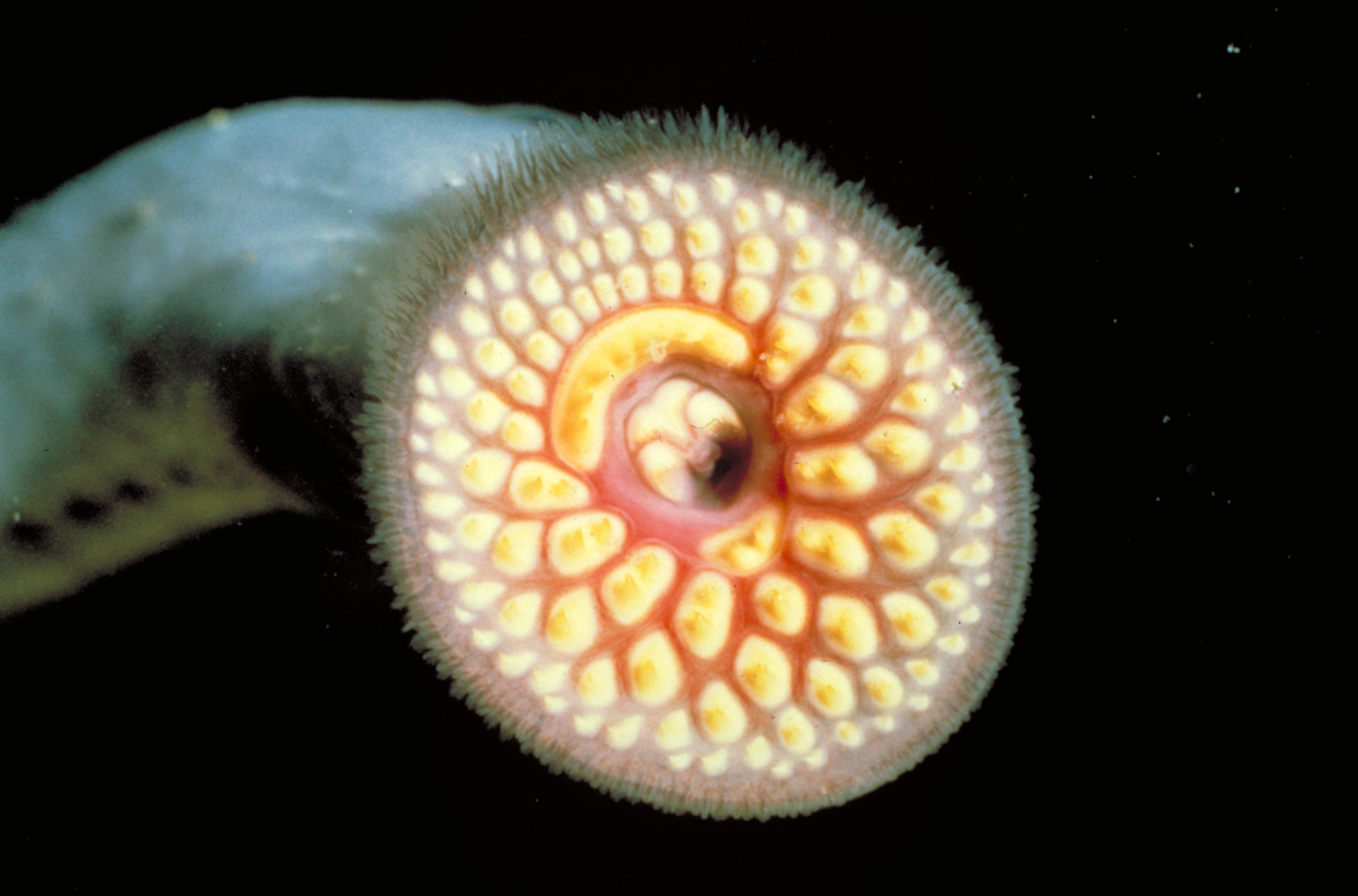
Рот міноги морської (Petromyzon marinus)

Довжина тіла від 15 до 120 см. Зберігають хорду протягом всього життя. Не мають парних кінцівок (всі плавці непарні). Щелепи відсутні. Мають непарну ніздрю, яка не з'єднується з порожниною глотки. Мозок маленький, за розмірами близький до мозку риб, захищений хрящо-шкіряним черепом. Мають 7 зябрових мішків, кожен з яких окремим отвором сполучається з дихальною трубкою та зовнішнім середовищем. Рот утворює присмоктувальний диск, здатний до центрового скорочення (як зіниця ока) завдяки кільцевим м'язам, містить рогові зуби, язик теж роговий. Завдяки такій будові ротової порожнини присмоктуються до риби та живляться її м'язами та кров'ю. Непаразитичні види в дорослому стані не живляться.

## Особливості розмноження

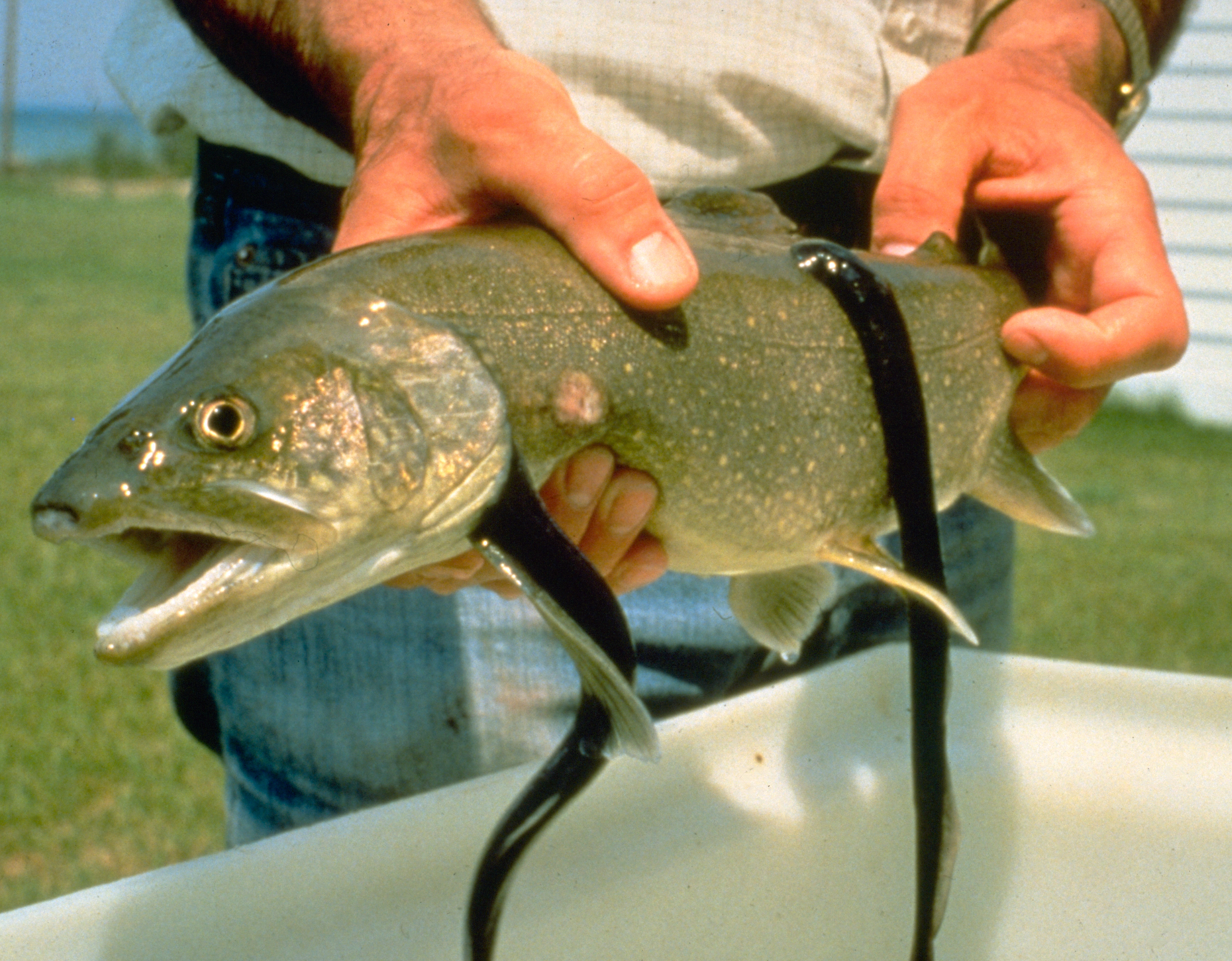
Міноги, що присмоктались до форелі

Всі види розмножуються в річках. Невеликі міноги відкладають в гніздо-ямку 2—3 тис. ікринок, середні — до 40 тис., велика мінога морська (Petromyzon marinus) — до 240 тис. Після нересту міноги гинуть. З ікри виходить личинка — піскорийка, яка протягом декількох років живе в річках. Тримається ділянок, вкритих водною рослинністю з повільною течією, живлячись детритом, водоростями та мікроорганізмами, більшу частину часу проводить, занурившись у мул. В процесі розвитку відбувається складний метаморфоз (триває кілька тижнів), під час якого личинка перетворюється на дорослий організм, при цьому доросла особина може бути менша за розмірами за личинку.

## Значення для людини

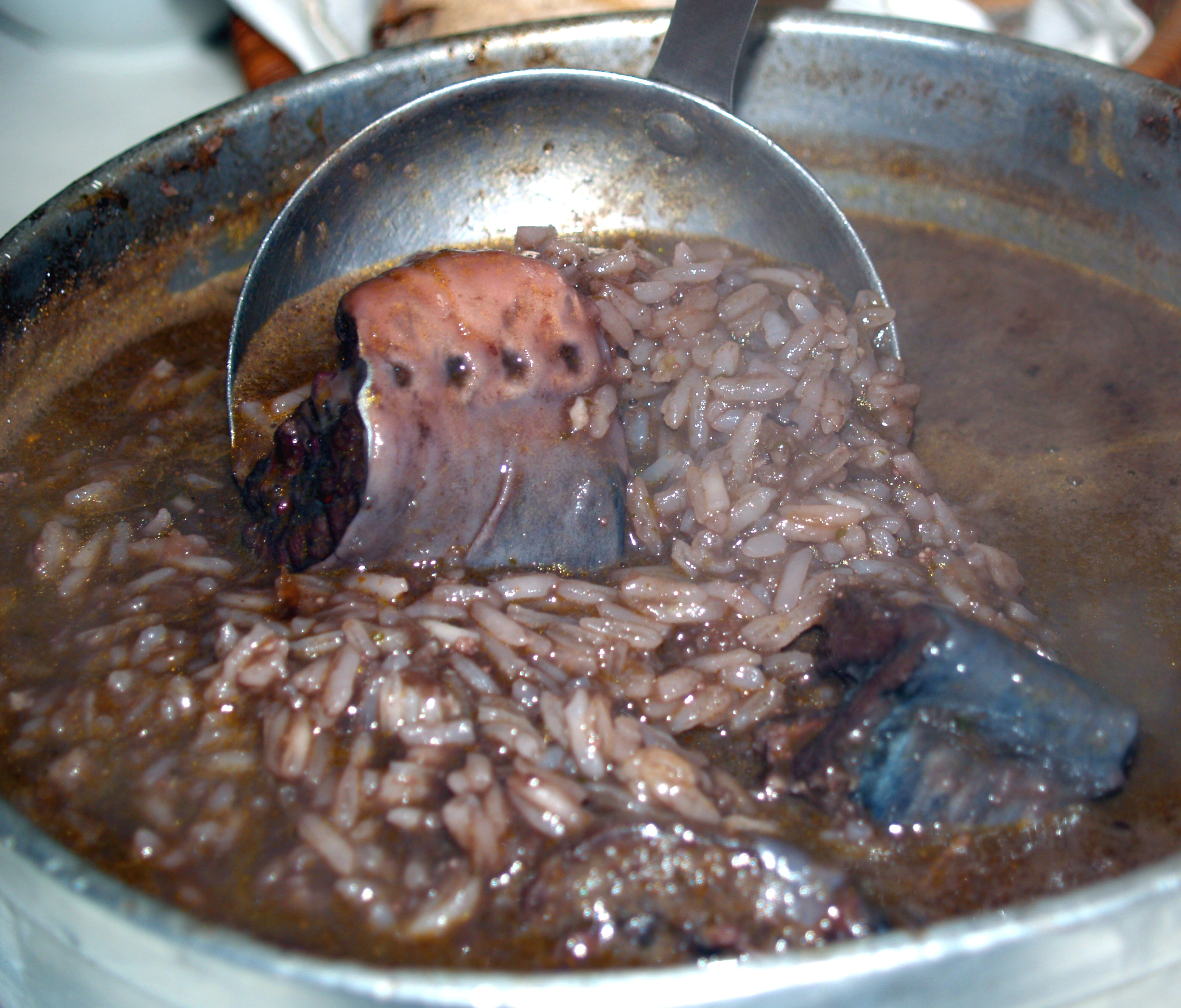
Мінога тушкована з рисом

Є об'єктом промислу. Під час нересту деякі види міног вважають делікатесом. У цей час вони накопичують дуже багато жиру, у них атрофується травна система. Крім того, вони не мають луски та кісткового скелета. Таким чином, міногу можна споживати цілою, без відходів. Неконтрольований вилов міног призвів до значного скорочення чисельності деяких видів та занесення їх до Червоної книги. Деякі види міног є паразитами риб, зокрема цінних промислових видів. Личинка міноги використовується рибалками-аматорами для лову хижих видів риб (щуки, судака та інших).
В Україні трапляються два види міног: мінога українська та мінога угорська, промислового значення не мають та занесені до Червоної книги України.

## Роди
Родина налічує 8 родів у 3 підродинах:
- Geotriinae
  - Geotria Gray 1851
- Mordaciinae
  - Mordacia Gray 1851
- Petromyzontinae
  - Caspiomyzon Berg 1906
  - Entosphenus T. N. Gill 1862
  - Eudontomyzon Regan 1911 — зубата мінога
  - Ichthyomyzon Girard 1858
  - Lampetra Bonnaterre 1788
  - Lethenteron Creaser & Hubbs 1922
  - Petromyzon Linnaeus 1758
  - Tetrapleurodon Gray Creaser & C. L. Hubbs, 1922